# Cabaret (Orietta Berti, Fabio Rovazzi e Fuckyourclique)
Cabaret è un singolo dei cantanti italiani Orietta Berti e Fabio Rovazzi e del gruppo musicale italiano Fuckyourclique, pubblicato il 27 giugno 2025.

## Descrizione
Il brano, scritto da Fabio Rovazzi con Daniel Di Santo, Christian Maurizi, Vincenzo Mensitieri, Enrico Cremonesi, Pasquale Mammaro e Daniele Lazzarin, in arte Danti, accreditato con lo pseudonimo di John Karley, che ha anche curato la produzione.

## Promozione
Il 24 maggio 2025 il brano è stato presentato in anteprima dalla cantante e dal gruppo nel programma Verissimo, in onda su Canale 5 con la conduzione di Silvia Toffanin. Successivamente è stato eseguito da tutti i cantanti durante il festival musicale TIM Summer Hits.

## Video musicale
Il video musicale, diretto da Marco Sbarra, è stato pubblicato in concomitanza all'uscita del brano attraverso il canale YouTube della Time Records.

## Tracce
Testi e musiche di Fabio Piccolrovazzi, Daniel Di Santo, Christian Maurizi, Vincenzo Mensitieri, Enrico Cremonesi, Daniele Lazzarin e Pasquale Mammaro.
1. Cabaret – 2:57